# Слийз-рок
Слийз-рокът (sleaze rock) е хибридна форма на глем рока. Улична форма на метализиран рокендрол, който извлича отношение и отпуснат имидж от всеки тон. В песните често става дума за секс и алкохол, като голяма част от изпълнителите произлизат от лосанджелиските барове и клубове. Примери: Гънс енд Роузес, Скид Роу, Фастър Пусикет и др.